# André Minvielle

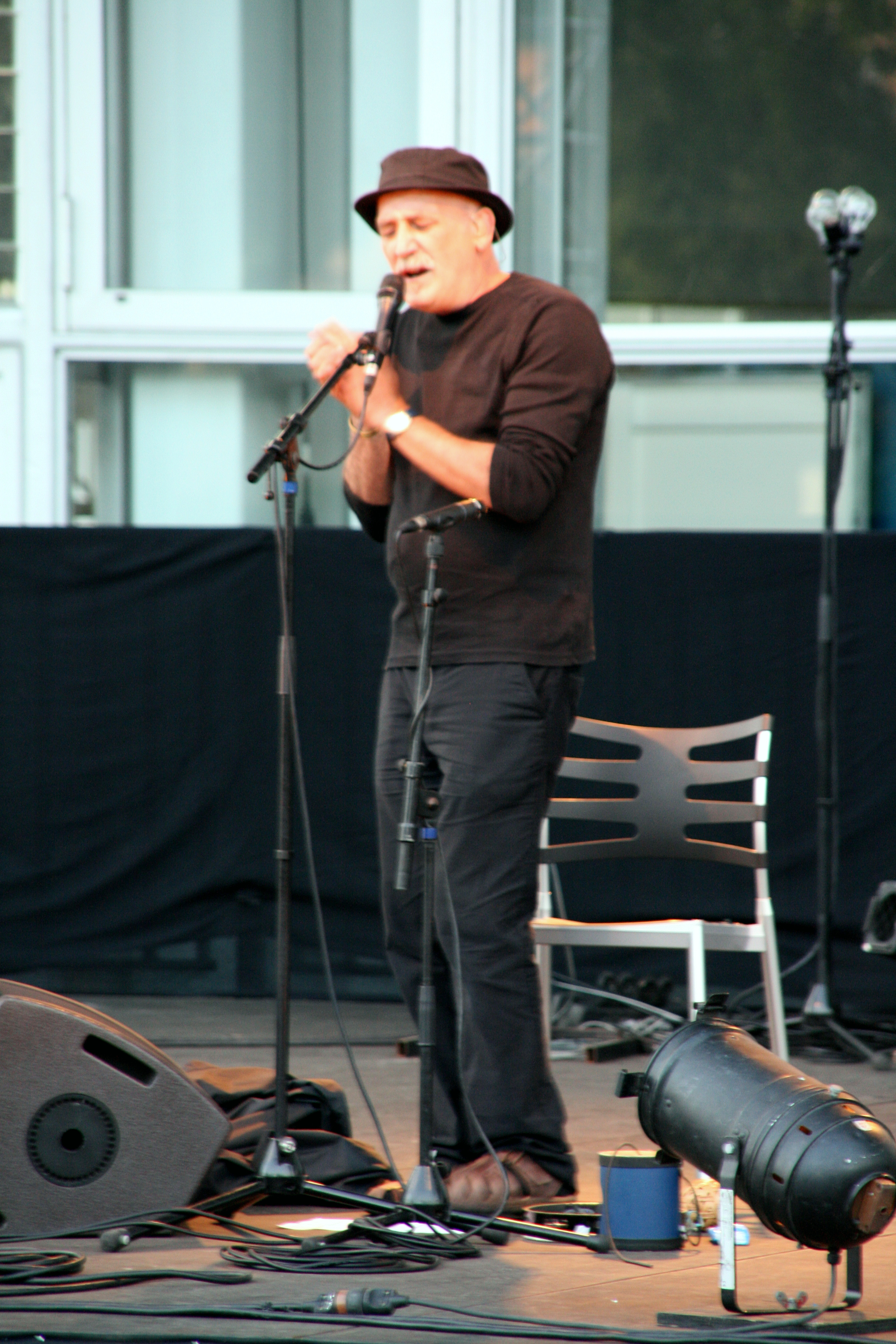
André Minvielle (2009)

André Minvielle (* 26. Dezember 1957 in Pau) ist ein französischer Jazzmusiker (Gesang, Perkussion).

## Leben und Wirken
Minvielle studierte vier Jahre lang lyrischen Gesang und Perkussion am Konservatorium seiner Geburtsstadt und spielte in unterschiedlichen Gruppen und Tanzorchestern, bevor er über ein Album von Al Jarreau den Jazz entdeckte. Er gründete die Bands Bananas Group und DD Quartet. 1985 kam es zur Begegnung mit Bernard Lubat, mit dessen Compagnie er beim Festival in Uzeste auftrat. 1989 gründete er in Bordeaux zur 200-Jahr-Feier der Revolution den Chorale des Sans-culottes. Dann leitete er das Vokalquintett Polyritmic Choral Rag. In der Compagnie Lubat experimentierte er in den frühen 1990er Jahren mit einer Mischung von Rap und Scatgesang (Scat Rap Jazzcogne, 1994). 1997 erschien sein erstes Solo-Album Canto !, das gute Kritiken erhielt.
Er wirkte im Duo mit Marc Perrone und mit Didier Petit, mit denen er auch Alben einspielte. Auch nahm er mit Gérard Pansanel, mit Guillaume de Chassy und Daniel Yvinec (Chansons sous les bombes, 2004), mit René Lacaille, mit Marcel Loeffler und mit Jean-Marie Machado (La fête à Boby, ein Tribut an Boby Lapointe, 2012) auf. Seit 2004 arbeitete er regelmäßig mit dem Akkordeonisten Lionel Suarez im Duo, mit dem er 2011 das Album Tandem vorlegte. Seit 2018 führt er mit der Band Papanosh eine Hommage an den Lyriker Jacques Prévert auf.
2008 wurde er als „Vokalkünstler des Jahres“ mit den Victoires du jazz ausgezeichnet.

## Diskographische Hinweise

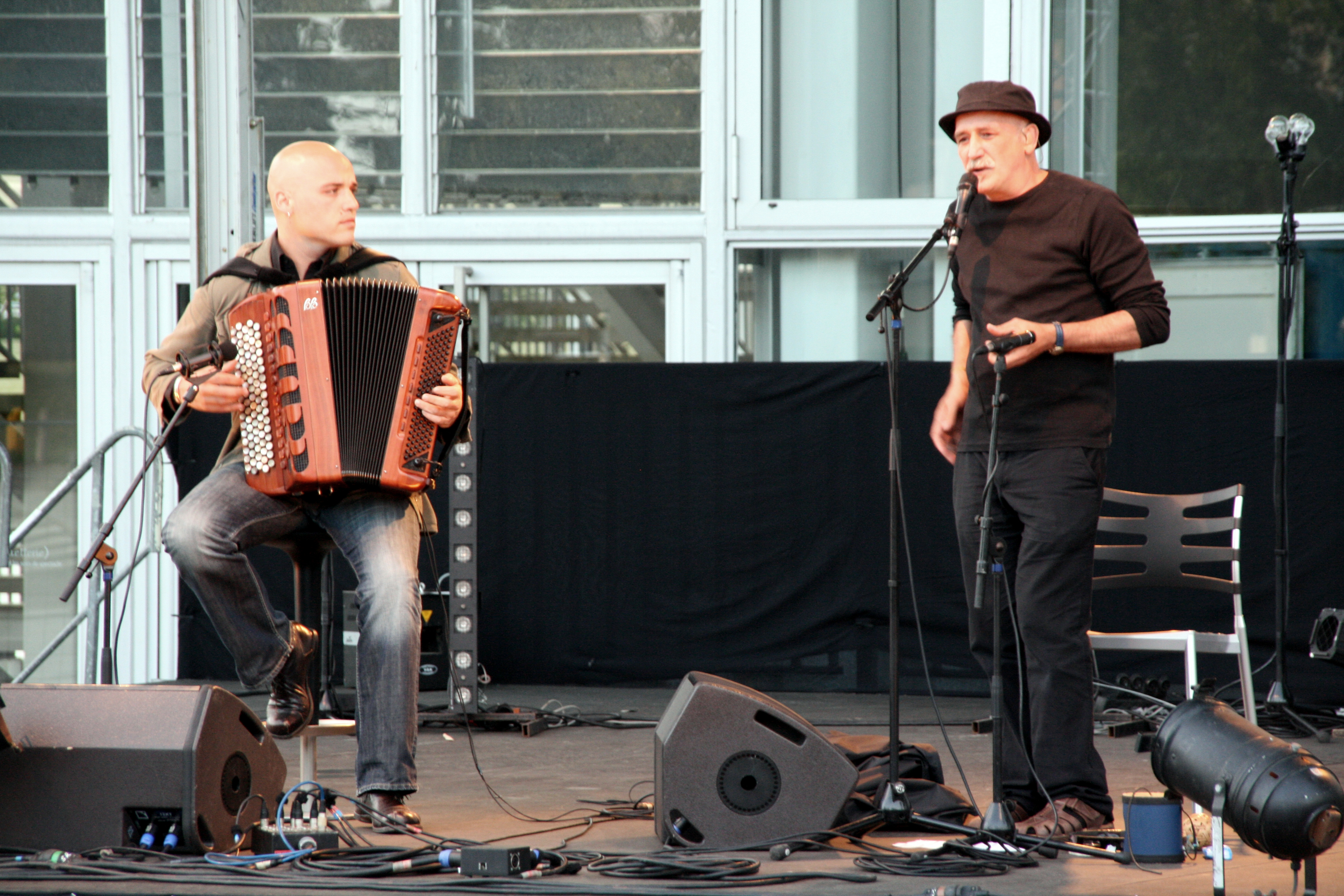
André Minvielle mit Lionel Suarez (links) beim Konzert in Angers (2009)

- Canto ! (Uz / Harmonia Mundi; 1998)
- L’ABCD’erre de la vocalchimie (Le Chant du Monde, Complexe articole de déterritorialisation / Harmonia Mundi; 2004)
- La vie d’ici bas (Complexe articole de déterritorialisation, 2007)
- André Minvielle + Michèle Hendricks, David Linx: Follow Jon Hendricks... if You Can !!! (Bee Jazz, 2010)
- Minvielle & Papanosh: Prévert parade (La C.A.D./Label Vibrant/L’Autre Distribution, 2020, mit Raphaël Quenehen, Quentin Ghomari, Sébastien Palis, Thibault Cellier, Jérémy Piazza)

## Lexikalischer Eintrag
- Philippe Carles, André Clergeat, Jean-Louis Comolli: Le nouveau dictionnaire du jazz. Édition Robert Laffont, Paris 2011, ISBN 978-2-221-11592-3